# Kalsojärvi
Kalsojärvi är en sjö i Gällivare kommun i Lappland och ingår i Kalixälvens huvudavrinningsområde. Sjön har en area på 0,0687 kvadratkilometer och ligger 297,9 meter över havet.
Sjöns namn är finskt och kan på svenska översättas med Slöyxsjön, eftersom kalso betyder 'dålig, slö yxa eller kniv' och järvi betyder 'sjö'. På samiska heter sjön Gálssujávri.

## Delavrinningsområde
Kalsojärvi ingår i det delavrinningsområde (746008-172267) som SMHI kallar för Mynnar i Ängesåns vattendragsyta. Medelhöjden är 328 meter över havet och ytan är 31,36 kvadratkilometer. Räknas de 5 avrinningsområdena uppströms in blir den ackumulerade arean 67,22 kvadratkilometer. Nietsajoki som avvattnar avrinningsområdet har biflödesordning 3, vilket innebär att vattnet flödar genom totalt 3 vattendrag innan det når havet efter 212 kilometer. Avrinningsområdet består mestadels av skog (75 procent) och sankmarker (22 procent). Avrinningsområdet har 0,07 kvadratkilometer vattenytor vilket ger det en sjöprocent på 0,2 procent.